# 21. kolovoza
21. kolovoza (21. 8.) 233. je dan godine po gregorijanskom kalendaru (234. u prijestupnoj godini).
Do kraja godine imaju još 132 dana.

## Događaji
- 1879. – Ukazanje Blažene Djevice Marije, sv. Josipa, sv. Ivana Evanđelista i Isusa Krista u mjestu Knock u Irskoj.
- 1906. – Počeo trodnevni Zbor hrvatske katoličke mladeži na Trsatu, na kojem je donesena odluka o osnivanju HKAD Domagoj.
- 1911. – Mona Lisa je ukradena iz Louvrea te pronađena dvije godine kasnije
- 1911. – Dragutin Novak, prvi hrvatski pilot, pobijedio na Drugom avijatičarskom natjecanju u Budimpešti
- 1959. – Havaji postali 50. savezna država u sastavu Sjedinjenih Država
- 1991. – Latvija proglasila neovisnost od SSSR-a
- 2002. – Hrvatska nogometna reprezentacija odigrala na Maksimiru svoju 100. službenu utakmicu. S Walesom je završilo 1:1.

| - 1567. – Sveti Franjo Saleški, švicarski biskup, mistik, svetac i crkveni naučitelj († 1622.) - 1789. – Augustin Louis Cauchy, francuski matematičar († 1857.) - 1910. – Grgo Gamulin, hrvatski povjesničar umjetnosti i sveučilišni profesor u Zagrebu († 1997.) - 1917. – Leonid Hurwicz, američki ekonomist († 2008.) - 1926. – Ivo Margan, hrvatski liječnik, političar i diplomat († 2010.) - 1937. – Branko Bevanda, hrvatski motociklist i ugostitelj († 2008.) - 1937. – Luka Bebić, hrvatski političar - 1942. – Božidar Orešković, hrvatski glumac († 2010.) - 1949. – Bruno Langer, hrvatski glazbenik - 1954. – Željko Vidaković, hrvatski rukometaš († 2025.) - 1972. – Kristijan Ugrina, hrvatski glumac - 1973. – Sergey Brin, američki računalni stručnjak - 1986. – Usain Bolt, jamajkanski atletičar - 1631. – Matija Divković, književnik (* 1563.) - 1838. – Adalbert von Chamisso, njemački književnik i znanstvenik (* 1781.) - 1906. – Josip Kozarac – hrvatski književnik (* 1858.) - 1997. – Venja Drkin, rusko-ukrajinski pjevač (* 1970.) - 2004. – Stjepan Spajić, hrvatski poduzetnik i osnivač NK Hrvatski dragovoljac (* 1952.) |

## Blagdani i spomendani
- Pio X.